# Brazilska rukometna reprezentacija
Brazilska rukometna reprezentacija predstavlja državu Brazil u športu rukometu.
Krovna organizacija:

## Poznati igrači i treneri

### Igrači zasvjetsko prvenstvo u rukometu 2019.
- César Almeida
- Felipe Borges Ribeiro
- Fábio Chiuffa
- Thiagus dos Santos
- Rudolph Hackbarth
- Hélio Justino
- Haniel Langaro
- Raul Nantes
- Cleryston Novais
- Thiago Ponciano
- Alexandro Pozzer
- Gustavo Rodrigues
- Washington Nunes Silva Junior
- Henrique Selicani Teixeira
- Vinícius Teixeira
- Leonardo Terçariol
- José Guilherme de Toledo
- Guilherme Valadão Gama

## Nastupi napanameričkim prvenstvima
- prvaci:
- doprvaci: 1981., 1989., 1994., 2002., 2004.
- treći: 1985., 1998., 2000.

## Nastupi naPanameričkim igrama
- prvaci:
- doprvaci:
- treći:

## Nastupi naOI
- prvaci:
- doprvaci:
- treći:

## Nastupi naSP
- prvaci:
- doprvaci:
- treći:

## Vanjske poveznice
- Brazilska izabrana vrsta  Arhivirana inačica izvorne stranice od 25. ožujka 2008. (Wayback Machine)